# Pachuca
Pachucaⓘ, Pachuca de Soto – miasto w środkowym Meksyku, w Sierra Madre Wschodniej, na wysokości 2400 metrów, stolica stanu Hidalgo, położona w jego południowo-środkowej części, 90 km od Meksyku. Aglomeracja w 2010 roku liczyła około 512 tys. mieszkańców.
W okresie prekolumbijskim mieszkańcy Teotihuacánu eksploatowali złoża obsydianu w okolicach Pachuca.
W mieście rozwinął się przemysł spożywczy, włókienniczy, skórzany oraz hutniczy.

## Miasta partnerskie
- Tuxtla Gutiérrez, Meksyk
- La Paz, Boliwia
- Little Rock, Stany Zjednoczone
- Ponferrada, Hiszpania
- Camborne, Wielka Brytania

## Przypisy

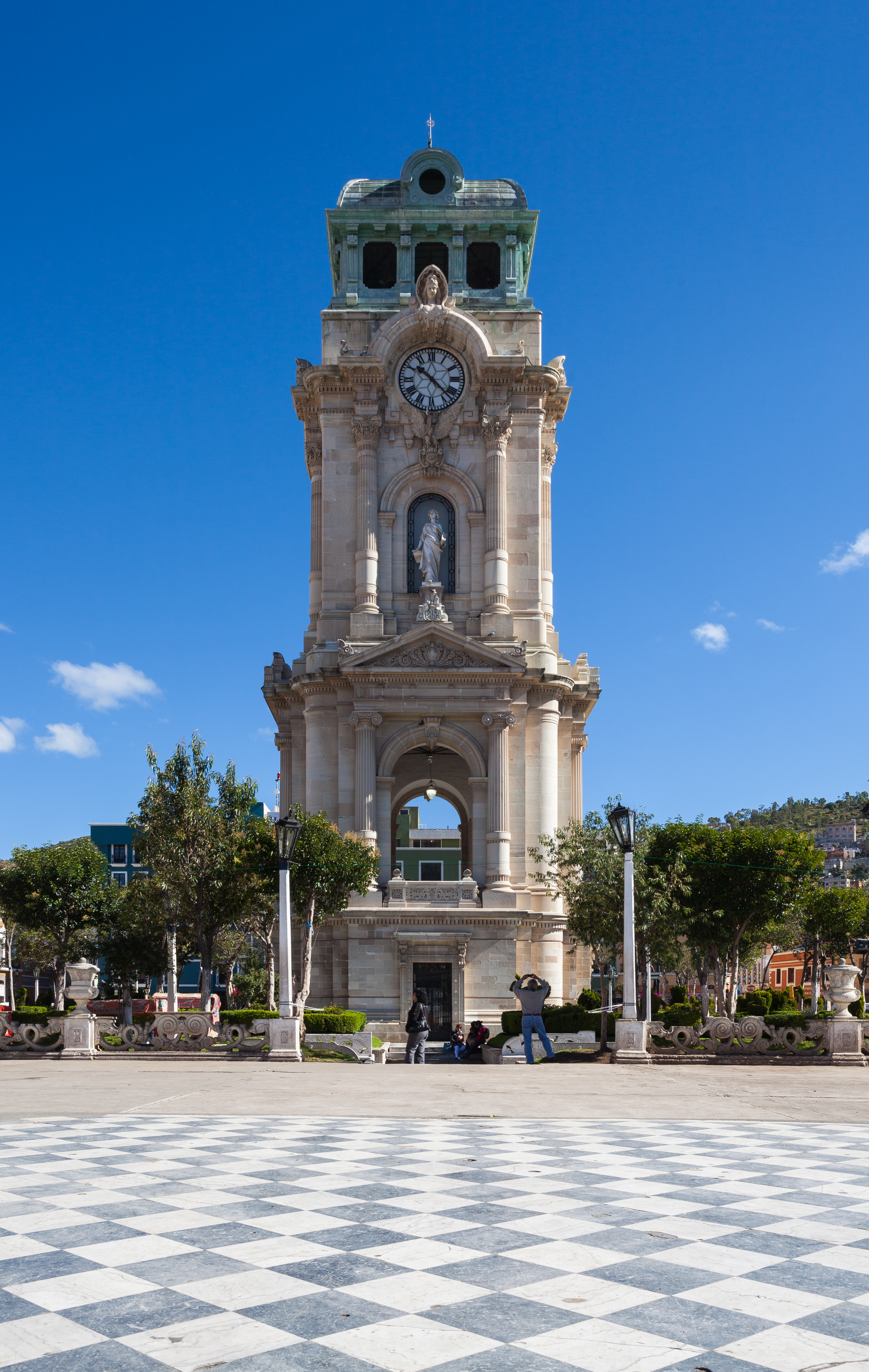
Monumentalny zegar na placu Niepodległości